# حكومة العطاس
حكومة العطاس هي أول حكومة يمنية بعد إعلان الوحدة اليمنية، وكُلف بتشكيلها حيدر أبو بكر العطاس في 24 مايو 1990 واستمرت حتى 29 مايو 1993.

## أعضاء الحكومة
| المنصب                                 | الوزير                 |
| -------------------------------------- | ---------------------- |
| رئيس الوزراء                           | حيدر أبو بكر العطاس    |
| النائب الأول لرئيس الوزراء             | حسن محمد مكي           |
| نائب رئيس الوزراء للشئون الداخلية      | مجاهد يحيى أبو شوارب   |
| نائب رئيس الوزراء لشئون الأمن والدفاع  | صالح عبيد أحمد         |
| نائب رئيس الوزراء لتنمية القوى العاملة | محمد حيدره مسدوس       |
| وزير الإنشاءات والتعمير                | عبد الله حسين الكرشمي  |
| وزير الخارجية                          | عبد الكريم الإرياني    |
| وزير شئون المغتربين                    | صالح منصر السييلي      |
| وزير الصناعة                           | محمد سعيد العطار       |
| وزير النفط والثروات المعدنية           | صالح أبو بكر ين حسينون |
| وزير التموين والتجارة                  | فضل محسن عبد الله      |
| وزير الإدارة المحلية                   | سعيد عبد الله          |
| وزير الكهرباء والمياه                  | عبد الوهاب محمود       |
| وزير الدول للشئون الخارجية             | عبد العزيز الدالي      |
| وزير الخدمة والإصلاح الإداري           | محمد الخادم الوجيه     |
| وزير الدولة لشئون مجلس الوزراء         | يحيى حسين العرشي       |
| وزير الدولة لشئون مجلس النواب          | راشد محمد ثابت         |
| وزير التخطيط والتنمية                  | فرج بن غانم            |
| وزير المواصلات                         | أحمد محمد الآنسي       |
| وزير الشئون القانونية                  | إسماعيل أحمد الوزير    |
| وزير الأوقاف والإرشاد                  | محسن محمد العلفي       |
| وزير التأمينات والشئون الاجتماعية      | أحمد محمد لقمان        |
| وزير الثقافة                           | حسن أحمد اللوزي        |
| وزير الشباب والرياضة                   | محمد أحمد الكباب       |
| وزير التربية والتعليم                  | محمد عبد الله الجائفي  |
| وزير الإسكان والتخطيط الحضري           | عبد القوي مثني هادي    |
| وزير الإسكان والتخطيط الحضري           | محمد أحمد سلمان        |
| وزير العدل                             | عبد الواسع سلام        |
| وزير الإعلام                           | محمد أحمد جرهوم        |
| وزير النقل                             | صالح عبد الله مثنى     |
| وزير الثروة السمكية                    | سالم محمد جبران        |
| وزير المالية                           | علوي السلامي           |
| وزير الصحة العامة                      | محمد علي مقبل          |
| وزير الزراعة والموارد المائية          | صادق أمين أبو رأس      |
| وزير السياحة                           | محمود عبد الله العراسي |
| وزير الدولة                            | محسن الهمداني          |
| وزير الداخلية                          | غالب مطهر القمش        |
| وزير الدفاع                            | هيثم قاسم طاهر         |
| وزير العمل والتدريب المهني             | عبد الرحمن ذيبان       |
| وزير التعليم العالي والبحث العلمي      | أحمد سالم القاضي       |